# American Hockey League
De American Hockey League (AHL) is een Amerikaanse professionele ijshockeycompetitie met als hoofddoel het opleiden van spelers voor de NHL.
De competitie bestaat uit dertig teams uit Canada en de VS. Sinds het seizoen 2011-2012 heeft elk team een verband met een team uit de NHL. Zesentwintig van de teams komen uit de VS en vier uit Canada. De winnaar van de play-offs wint de Calder Cup. Qua niveau staat de American Hockey League onder de NHL en boven de East Coast Hockey League (officieel ECHL).

## Lijst van Calder Cup-winnaars sinds 2001-2002
(#) achter de naam van de winnaar is het aantal Calder Cup-overwinningen van dat team op dat moment.
| Seizoen   | Winnaar                   | Series | Runner-up                      |
| --------- | ------------------------- | ------ | ------------------------------ |
| 2001-2002 | Chicago Wolves (1)        | 4-1    | Bridgeport Sound Tigers        |
| 2002-2003 | Houston Aeros (1)         | 4-3    | Hamilton Bulldogs              |
| 2003-2004 | Milwaukee Admirals (1)    | 4-0    | Wilkes-Barre/Scranton Penguins |
| 2004-2005 | Philadelphia Phantoms (2) | 4-0    | Chicago Wolves                 |
| 2005-2006 | Hershey Bears (9)         | 4-2    | Milwaukee Admirals             |
| 2006-2007 | Hamilton Bulldogs (1)     | 4-1    | Hershey Bears                  |
| 2007-2008 | Chicago Wolves (2)        | 4-2    | Wilkes-Barre/Scranton Penguins |
| 2008-2009 | Hershey Bears (10)        | 4-2    | Manitoba Moose                 |
| 2009-2010 | Hershey Bears (11)        | 4-2    | Texas Stars                    |
| 2010-2011 | Binghamton Senators (1)   | 4-2    | Houston Aeros                  |
| 2011-2012 | Norfolk Admirals (1)      | 4-0    | Toronto Marlies                |
| 2012-2013 | Grand Rapids Griffins (1) | 4-2    | Syracuse Crunch                |